# Nela mała reporterka

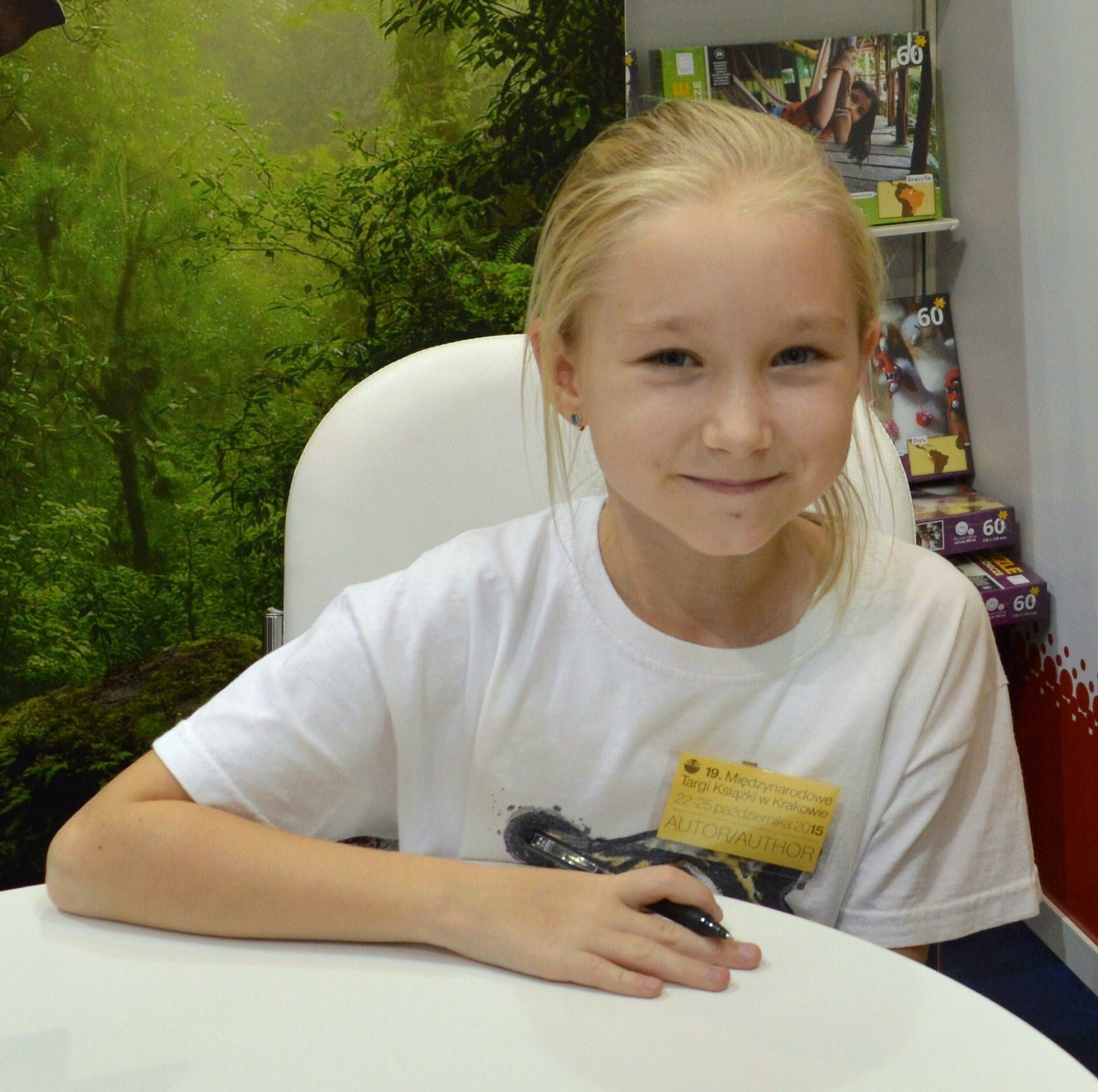
Nela auf einem Autorenmeeting 2014

Nela mała reporterka (* 2005; deutsch Nela, die kleine Reporterin) ist die jüngste polnische Reisereporterin und eine Autorin.

## Leben
Die Faszination für Reisen und exotische Orte hatte Nela schon als Kind. Damals schaute sie lieber Natursendungen als Märchenfilme. Daher hat sie schon als Kind mit Expeditionen, Entdeckungen und Reiseplanung beschäftigt. Dieses Wissen nutzt sie heute auf ihren Reisen, über die sie dann später Kinderbücher verfasst und ihm National-Geographic-Verlag veröffentlicht. Ihr erstes Buch veröffentlichte sie im Alter von acht Jahren.
Nela moderiert seit 2014 eine eigene Reisesendung für Kinder auf TVP ABC und auf TVP VOD.
2017 drehte Nela die Reportage Laguna śpiewających wielorybów (deutsch sinngemäß Die Lagune der Wale) auf Grönland. Sie berichtet darin vom Leben und Schutz der Wale im Nordpolarmeer. Die Originalsprache des Filmes ist auf Polnisch, allerdings wurde er auch auf Englisch synchronisiert. Mit diesem Film nahm sie 2018 bei einem Internationalen Filmwettbewerb in Tokio, Japan teil. Der Film wurde in der Kategorie Bildungsproduktionen für Schulkinder eingereicht.
Durch einen Beschluss des polnischen Bildungsministeriums im Jahr 2016 wurde ihr Buch Nela na kole podbiegunowym (deutsch Nela am Polarkreis) 2017 in als Ergänzungslektüre in den Kanon für Schulbücher in der 8. Klasse der polnischen Grundschule aufgenommen.
Vom 11. bis 13. Juni 2019 war Nela als Ehrengast auf der Warschauer Messe für humanitäre Hilfe, der größten Messe dieser Art in Mittel- und Osteuropa eingeladen. Auf der Messe war sie informelle Kinderbotschafterin des polnischen Außenministeriums und der Europäischen Union. Während der Messe wurde sie vom damaligen polnischen Präsidenten Andrzej Duda besucht.
Momentan arbeitet Nela an einem Bildungs- und Forschungsprojekt im Rahmen ihrer gegründeten Stiftung The Adventure Starts Here Foundation. Diese Stiftung plant, weltweit Forschungszentren einzurichten, in denen Wissenschaftler und Kinder als Naturbeobachter tätig sein werden. Die erste Forschungsstation ist für einen Dschungel in Costa Rica vorgesehen. Zudem ist Nela Botschafterin der Stiftung.

## Auszeichnungen
Nela hat in den Jahren 2015, 2016, 2017 und 2018 vier Empik Bestseller Awards in Folge gewonnen. Sie ist die jüngste Trägerin dieser Auszeichnung.

## Filmografie
- 2015: Nela i tajemnice świata
- 2016: Śladami Neli przez dżunglę, morza i oceany
- 2017: Laguna śpiewających wielorybów
- 2017: Nela i skarby Karaibów
- 2018: Nela na wyspie rajskich ptaków

## Werke
- 2014: 10 niesamowitych przygód Neli, ISBN 978-83-7596-529-2
- 2014: Nela na 3 kontynentach, ISBN 978-83-7596-603-9
- 2015: Nela i tajemnice świata, ISBN 978-83-7596-607-7
- 2015: Nela na tropie przygód, ISBN 978-83-7596-620-6
- 2016: Śladami Neli przez dżunglę, morza i oceany, ISBN 978-83-7596-626-8
- 2016: Nela na kole podbiegunowym, ISBN 978-83-7596-642-8
- 2017: Nela i skarby Karaibów, ISBN 978-83-7596-647-3
- 2017: Nela i tajemnice oceanów, ISBN 978-83-7596-644-2
- 2017: Nela i polarne zwierzęta, ISBN 978-83-8053-309-7
- 2018: Nela na wyspie rajskich ptaków, ISBN 978-83-8053-366-0
- 2018: Nela i sekrety dalekich lądów, ISBN 978-83-8053-454-4
- 2018: Nela i wyprawa do serca dżungli, ISBN 978-83-8053-482-7
- 2019: Nela i kierunek Antarktyda, ISBN 978-83-8053-559-6
- 2019: Nela w krainie orek, ISBN 978-83-8053-644-9
- 2020: Nela na wyspie kangura, ISBN 978-83-954789-0-1
- 2021: Nela i wyprawa w morskie głębiny, ISBN 978-83-954789-3-2
- 2021: Nela w krainie wombatów,  ISBN 978-83-954789-5-6
- 2022: Nela na tropie szopów praczy,  ISBN 978-83-954789-7-0
- 2023: Nela i wrota do Amazonii,  ISBN 978-83-954789-8-7
- 2023: Nela w krainie tysięcy wysp,  ISBN 978-83-954789-9-4